# Trent Hills
Trent Hills är en kommun (township) i Kanada.   Den ligger i provinsen Ontario, i den sydöstra delen av landet, 210 km sydväst om huvudstaden Ottawa. Trent Hills ligger 175 meter över havet och antalet invånare är 12 604.